# Никомед II
Никомед II (на латински: Nikomedes II Epiphanes; на старогръцки: Νικομήδης Β' ὁ Ἐπιφανής) е владетел (василевс) на Витиния през 149 пр.н.е. – 127 пр.н.е.

## Биография
Той е син на братовчедите Прусий II и Апама IV, царуващи над Витиния. Баща му, царят на Витиния, го изпраща като заложник в Рим, но там Никомед печели популярност в Сената. Обезпокоен от нарастващото му влияние, Прусий II тайно изпраща убийци за да убият сина му, но заговора е разкрит. Тогава Никомед получава подкрепата на Сената, за да се обяви за цар и да свали баща си от трона.
С помощта на пергамския цар Атал II Никомед II успешно нахлува във Витиния, пленява и екзекутира Прусий II близо до Никомедия. След това Никомед II управлява до 127 пр.н.е. като съюзник на Рим. През 132 пр.н.е. подпомага римляните при потушаването на въстанието на Аристоник в Пергам.
Наследен е от сина си Никомед III.